# One Piece - Il tesoro del re
One Piece - Il tesoro del re (ONE PIECE 珍獣島のチョッパー王国?, Wan Pīsu: Chinjū-tō no Choppā-ōkoku) è un film del 2002 diretto da Junji Shimizu. È il terzo mediometraggio anime basato sulla serie manga shōnen One Piece di Eiichirō Oda. Fu distribuito in Giappone dalla Toei Company il 2 marzo 2002 come parte della Toei Anime Fair, insieme a Digimon Tamers: Bōsō no Digimon tokkyū. Al film fu abbinato un cortometraggio intitolato One Piece: Yume no sakkā ō! in cui la ciurma di Cappello di Paglia gioca a calcio contro una squadra di cattivi della serie.

## Trama
La ciurma di Cappello di Paglia giunge presso l'Isola della Corona. Il nome è dovuto alle eruzioni di un vulcano sottomarino che formano attorno all'isola delle colonne di fumo che la cingono come una corona. Il luogo è abitato da numerosi animali strani e da un ragazzino, Mobambi, sempre accompagnato dal pennuto Corbi. Sull'isola si trovano anche il conte Butler e i suoi sottoposti, il generale Hotdog e il presidente Heaby: sono alla ricerca delle corna di un particolare animale che vive sull'isola, che conferirebbero un grande potere a chi le mangia. Per questo motivo il conte Butler addomestica con il suo violino i mangiacorna (animali locali) nell'intento di impossessarsi del grande potere. Prima dell'approdo, un'eruzione simile a un geyser manda in volo la Going Merry. TonyTony Chopper viene sbalzato via e atterra nel bel mezzo di un raduno di animali che stanno eseguendo un rituale che, secondo la loro leggenda, dovrebbe far cadere il loro nuovo re dal cielo. Credendo che la leggenda si sia adempiuta, essi proclamano Chopper il loro nuovo re; quest'ultimo stringe amicizia con Mobambi, che è solo da quando un pirata gli aveva ucciso il padre (un esploratore che svolgeva ricerche sul potere delle corna) e per questo odia i pirati.
Gli altri membri della ciurma, alla ricerca del loro compagno smarrito, fanno la conoscenza del conte Butler e dei suoi scagnozzi. La ciurma conduce accidentalmente Butler a Chopper e al gruppo di animali di cui è diventato il re. Butler dà agli animali un ultimatum per consegnare il loro re, le cui corna crede essere quello che sta cercando, altrimenti essi verranno schiacciati dai suoi mangiacorna. Chopper però si fa avanti e attira i mangiacorna lontano dagli animali dell'isola. Ne segue una battaglia in cui Roronoa Zoro sconfigge Hotdog e Sanji fa lo stesso con Snake, mentre Usop e Nami neutralizzano i mangiacorna. Butler combatte con Chopper e sta per finirlo, quando Mobambi si presenta con le corna del precedente re defunto, Giraffelion, per attirare Butler e buttarlo in una voragine piena di lava ma questi si salva prendendo le corna e rivelando di essere stato lui a uccidere il padre del ragazzo, che era un suo collega, per ottenere il segreto del tesoro del re. Il piano gli si ritorce contro, poiché Butler si impadronisce delle corna, le mangia rapidamente e si trasforma in un grosso animale cornuto simile a un gorilla. Viene quindi affrontato da Monkey D. Rufy che rompe le sue corna, annullando così la sua trasformazione, e lo sconfigge scagliandolo via. Gli animali riconoscono il coraggio dimostrato da Mobambi in questa avventura, incoronandolo nuovo re: l'isola viene avvolta dalla sua corona, proprio come narra la leggenda secondo cui quando ciò si verifica è perché la stessa isola ha scelto il legittimo re.

## Personaggi esclusivi del film
- Mobambi (モバンビー?, Mobanbī) è l'unico essere umano che vive sull'Isola della Corona in quanto tutti gli altri sono animali. In passato, suo padre, uno zoologo, fu ucciso dal conte Butler. Da quel momento ha vissuto sull'isola sotto l'attenta visione del re Giraffelion. Quando quest'ultimo muore Mobambi crede che Chopper, caduto involontariamente da un dirupo, sia il futuro re caduto dal cielo. Successivamente diventa egli stesso il nuovo re dopo la sconfitta del malvagio conte Butler.
- Hageoumu (ハゲオウム?) è un pappagallo che vive sull'Isola della Corona. Accoglie i protagonisti al loro arrivo sull'isola e spiega loro alcune cose relative all'organizzazione di questa. Aiuterà, infine, i protagonisti a trovare il tesoro del re dell'isola.
- Corbi (カラスケ?, Karasuke) è un uccello che vive sull'Isola della Corona ed è il miglior amico di Mobambi. Anche lui cerca di convincere Chopper a rimanere sull'isola in qualità di re.
- Conte Butler (バトラー伯爵?, Batorā Hakushaku), l'antagonista principale del film, è un uomo crudele che vuole impossessarsi del tesoro del re dell'Isola della Corona. Come hobby si occupa di zoologia e si definisce un inventore. Suona il violino in modo impeccabile e con esso può comandare a distanza i Mangiacorna, degli enormi bestioni. È sempre accompagnato dai suoi due tirapiedi, il generale Hotdog e il presidente Heaby. Quando incontra Mobambi gli riferisce che è stato lui ad uccidere suo padre. Trovate le corna del re, che si scopre essere il tesoro dell'isola, Butler le mangia e si trasforma in un orribile e potente mostro con il quale dà del filo da torcere a Chopper e a Rufy, ma entrambi riescono a ferirlo. Viene sconfitto da Rufy che, spezzategli le corna, lo spedisce lontano dall'isola con il Gom Gom Bazooka.
- Generale Hotdog (ホットドッグ将軍?, Hottodoggu Shougun), detto anche Mad Dog, è uno dei tirapiedi del conte Butler. È un uomo molto alto e muscoloso con una lunga treccia che arriva fin sotto il busto. Si autodefinisce "l'uomo più forte del mondo", cosa che non fa piacere a Zoro. Come Sanji, combatte usando i piedi e, come arma, utilizza una enorme palla chiodata che usa per combattere contro Zoro. Viene, infine, sconfitto da quest'ultimo grazie alla tecnica del Tornado del Drago. A detta di Zoro, i calci di Sanji sono di gran lunga più potenti nonostante abbia un fisico molto magro. Sulla sua testa pende una taglia di 4 milioni di berry.[1]
- Presidente Heaby (ヘビー総裁?, Hebī Sousai) è uno dei tirapiedi del conte Butler. Insieme al generale Hotdog cattura gli animali dell'isola e taglia le loro corna poiché il loro capo vuole mangiarle per diventare più potente. È molto magro e veste una tuta rossa con delle spalline bianche e dorate. Si vanta di essere molto elegante e bello, definendosi "l'uomo più bello del mondo", e tenta di fare il cascamorto con Nami provocando le ire di Sanji. Il suo carattere a prima vista sembra tranquillo, ma rivela la sua crudeltà contro i nemici deboli, in particolare gli animali, e non si fa problemi ad ucciderli o a farli annegare. Combatte utilizzando una lunga spada che, all'occorrenza, può snodarsi e diventare una pericolosa frusta. Viene sconfitto da Sanji che, dopo il combattimento, commenta che la spada di Heaby non è per nulla forte quanto quelle di Zoro. Sulla sua testa pende una taglia di 4.200.000 berry.[1]

## Distribuzione

### Edizione italiana
L'edizione italiana del film fu trasmessa su Italia 1 divisa in tre parti dal 6 al 15 dicembre 2005. Il doppiaggio venne eseguito dalla Merak Film e diretto da Marcello Cortese e Sergio Romanò su dialoghi di Antonella Marcora e dello stesso Romanò.

### Edizioni home video
In Giappone il film è uscito in DVD il 21 ottobre 2002 e in Blu-ray Disc il 21 novembre 2009. In Italia è uscito in DVD e BD il 15 dicembre 2017 nel cofanetto One Piece Film Collection, distribuito da Koch Media.

## Accoglienza

### Incassi
La Toei Anime Fair primaverile del 2002 debuttò al terzo posto del botteghino giapponese, incassando quasi 256 milioni di yen nel weekend d'apertura. In totale il doppio spettacolo incassò due miliardi di yen.